# 불가리아의 경제
불가리아의 경제는 큰 민간 부문과 작은 공공 부문이 있는 자유 시장의 원칙에 따라 기능한다. 불가리아는 세계은행에 따르면 산업화된 중산층 국가이며 유럽 연합(EU), 세계무역기구(WTO), 유럽 안보 협력 기구(OSCE), 흑해 경제 협력 기구(BSEC)의 회원국이다. 불가리아 경제는 131억 5천만 달러(공칭, 2000년)에서 시작해 추정 국내총생산(GDP) 679억 달러(공칭, 2019년 기준) 또는 1711억 8500만 달러(PPP, 2019년 기준), 1인당 GDP 24,595 달러(PPP, 2019년 기준), 월평균 급여 1,500 레프(767 유로), 월평균 급여(PPP의 생활비로 조정) 1,644 달러(2021년 기준)이다. 국가 통화는 1유로에 1.95583 레프의 비율로 유로에 고정되어 있는 레프이다. 레프는 동유럽에서 가장 강력하고 안정적인 통화이다.
경제에서 가장 강력한 부문은 에너지, 광업, 야금, 기계 건설, 농업, 관광업이다. 주요 산업 수출품은 의류, 철과 철강, 기계와 정제 연료이다.
소피아는 불가리아의 수도이자 경제의 중심지이며 불가리아 국립은행과 불가리아 증권거래소뿐만 아니라 불가리아에서 운영되는 대부분의 주요 불가리아 및 국제 기업들의 본거지이다.
플로브디프는 불가리아에서 두 번째로 큰 도시이고 가장 큰 경제대국 중 하나이다.
바르나는 불가리아에서 세 번째로 큰 도시이자 불가리아 흑해 연안에서 가장 큰 도시이자 해변 휴양지이다. 전략적으로 경제적으로 바르나만에 위치한 바르나는 가장 실적이 좋고 가장 빠르게 성장하는 불가리아 도시 중 하나이다.
불가리아 경제는 1991년 경제상호원조회의가 해체된 후 모든 어려움에도 불구하고 지난 26년 동안 크게 발전했다. 1990년대 초, 그 나라의 느린 민영화 속도, 모순되는 정부 세금과 투자 정책, 관료주의로 외국인 직접 투자(FDI)는 그 지역에서 가장 낮은 수준에 머물렀다. 1991년부터 1996년까지의 총 FDI는 8억 3100만 달러였다.
1996년 12월 불가리아는 세계무역기구에 가입했다. 1997년 이래로 불가리아는 상당한 외국인 투자를 유치하기 시작했다. 2004년에만, 27억 2천만 유로가 넘는 외국 회사들이 투자했다. 2005년 경제학자들은 주요 국영기업들의 민영화 종식에 주로 기인하는 FDI가 약 18억 유로로 둔화된 것을 관찰했다.
2007년 EU에 가입한 이후 불가리아는 외국인 투자액이 약 6bln로 최고치를 기록했다. 그러나 연구개발(R&D) 자금 부족으로 인한 유럽과 세계 시장의 낮은 생산성과 경쟁력은 여전히 외국인 투자에 큰 걸림돌로 남아 있다. 그럼에도 불구하고, 불가리아 과학 아카데미 경제 연구소의 최근 연례 보고서에 따르면, 불가리아의 평균 급여는 EU 평균 급여의 1/4이며, 노동 생산성을 공식으로 계산할 때 두 배 더 높아야 한다.
대침체 기간 동안 불가리아는 2009년에 경제가 5.5% 감소했지만 2010년에는 다른 발칸반도 국가들과 대조적으로 0.2%로 빠르게 플러스 성장률을 회복했다. 그러나, 그 다음 해에 그 성장은 계속 약했고 GDP는 2014년에야 위기 이전 수준에 도달했다.

## 부문

### 서비스 및 관광업
국내총생산(GDP)에 대한 서비스 기여도가 공산주의 이후 두 배 이상 증가했지만, 그 성장의 상당 부분은 정부 서비스에 있었고 서비스의 질적 수준은 크게 다르다. 공산주의 이후 첫 해에 약했던 불가리아 은행 시스템은 1990년대 후반에 불가리아 국립은행의 감독 강화와 점진적인 민영화를 포함하여 완전히 개혁되었다. 2003년에 은행 시스템은 완전히 민영화되었고, 상당한 통합이 2004년에 시스템을 더 효율적으로 만들기 시작했다. 몇몇 소규모 은행들은 2004년과 2006년 사이에 상당히 성장했다. 이러한 과정들은 은행에 대한 대중의 신뢰를 높였다. 이 시스템은 여전히 통합을 요구하지만, 2000년대 초에 개인과 기업에 대한 대출 활동이 증가했다. 보험 산업은 1997년 시장 개혁 이후 외국 기업들의 도움으로 빠르게 성장했다. 불가리아 보험 그룹(BIG)은 네덜란드-이스라엘 TBI 지주회사와 유럽 부흥 개발 은행(EBRD)이 소유한 연금 기금 및 보험 관리 회사이다. 건강보험과 연금보험의 도입은 민간 보험 산업을 확장시켰다. 2000년대 초 일련의 개혁법들은 불가리아 증권거래소가 정기적인 영업을 시작할 수 있게 해주었다. 2005년 기준으로, 2004년부터 성장률이 증가했음에도 불구하고, 주식 시장의 활동은 투명성의 부족으로 제한되었다.
1990년대의 쇠퇴 이후, 21세기의 관광산업은 빠르게 성장했다. 2016년에는 2004년 4백만 명, 2000년 230만 명에서 약 1천만 명의 외국인들이 불가리아를 방문했다. 이러한 추세는 많은 매력적인 목적지, 저렴한 비용, 시설의 복구에 바탕을 두고 있다. 대부분의 산업은 2004년까지 민영화되었다. 레크리에이션 시설 및 예약 서비스와 같은 인프라 항목은 개선이 필요하다. 불가리아의 소매 판매 부문의 발전은 서구식 매장이 많이 생겨나기 시작한 2000년대 초반까지 지지부진했고 소피아는 소매 중심지로 발전했다. 2006년까지 몇몇 유럽의 주요 소매 체인점들은 가게를 열었고, 다른 소매점들은 불가리아 시장에 진출할 계획을 세웠다.
불가리아는 부동산을 사는 외국인들로부터 그들 자신의 용도나 투자를 위해 상당한 투자를 이끌어냈다. 2006년에는 29% 이상의 부동산 거래가 외국인에 의해 체결되었는데, 그 중 절반 이상이 영국 시민이었다. 불가리안 드림과 같은 다양한 회사들은 해외 구매자들에게 불가리아 부동산을 적극적으로 판매했다.
2007년 불가리아에는 세계 39위의 520만 명의 관광객이 방문했다. 그리스, 루마니아, 독일에서 온 관광객들이 방문객의 40%를 차지한다. 불가리아에는 영국인(+30만명), 러시아인(+20만명), 세르비아인(+15만명), 폴란드인(+13만명), 덴마크인(+10만명) 관광객도 많다. 그 대부분은 다양하고 아름다운 풍경, 잘 보존된 역사적 문화 유산, 그리고 시골과 산지의 고요함에 이끌린다.
2018년 부활절에 불가리아의 가장 큰 관광 명소 중 하나인 바르나의 관광객 중 약 90%가 루마니아에서 왔다고 보고되었다.

### 농림어업
공산주의 시대에 불가리아의 농업은 고도로 중앙집권화되었고 농업 관련 산업과 통합되었으며 국영기업이었다. 공산주의 시대에는 민간 소유주에게 농지를 복원하는 과정이 더디게 진행되어 왔다. 1990년대에는 은행 투자와 토지 시장의 불안이 개발 둔화에 기여했다. 2004년까지 불가리아의 농업 부문 노동력과 생산량의 약 98%가 민간 기업이었으며, 여기에는 다수의 민간 협동 기업도 포함된다. 또한 상당한 양의 식량은 소규모의 비농업자들에 의한 직접적인 소비를 위해 생산되는데, 이것은 인구의 일부를 위한 중요한 지원이다. 2000년과 2003년에 가뭄은 농업생산을 제한했고, 홍수는 2005년에도 같은 영향을 미쳤다. 불가리아의 주요 밭작물은 밀, 옥수수, 보리이다. 주요 산업 작물은 사탕무, 해바라기, 담배이다. 토마토, 오이, 고추는 가장 중요한 채소 수출품이다. 불가리아 최대의 과일 생산품인 사과와 포도 생산은 공산주의 시대 이후 감소했지만 와인 수출은 크게 늘었다. 가축의 가장 중요한 종류는 소, 양, 가금류, 돼지, 그리고 유럽들소이고, 주요 유제품은 요구르트, 소, 양 치즈다. 불가리아는 세계에서 13번째로 큰 양젖 생산국이며 유럽에서 15번째로 큰 담배 생산국이자 13번째로 큰 라즈베리 생산국이다. 특수 장비는 약 25,000대의 트랙터와 5,500대의 콤바인과 경비행기를 결합한 것이다.

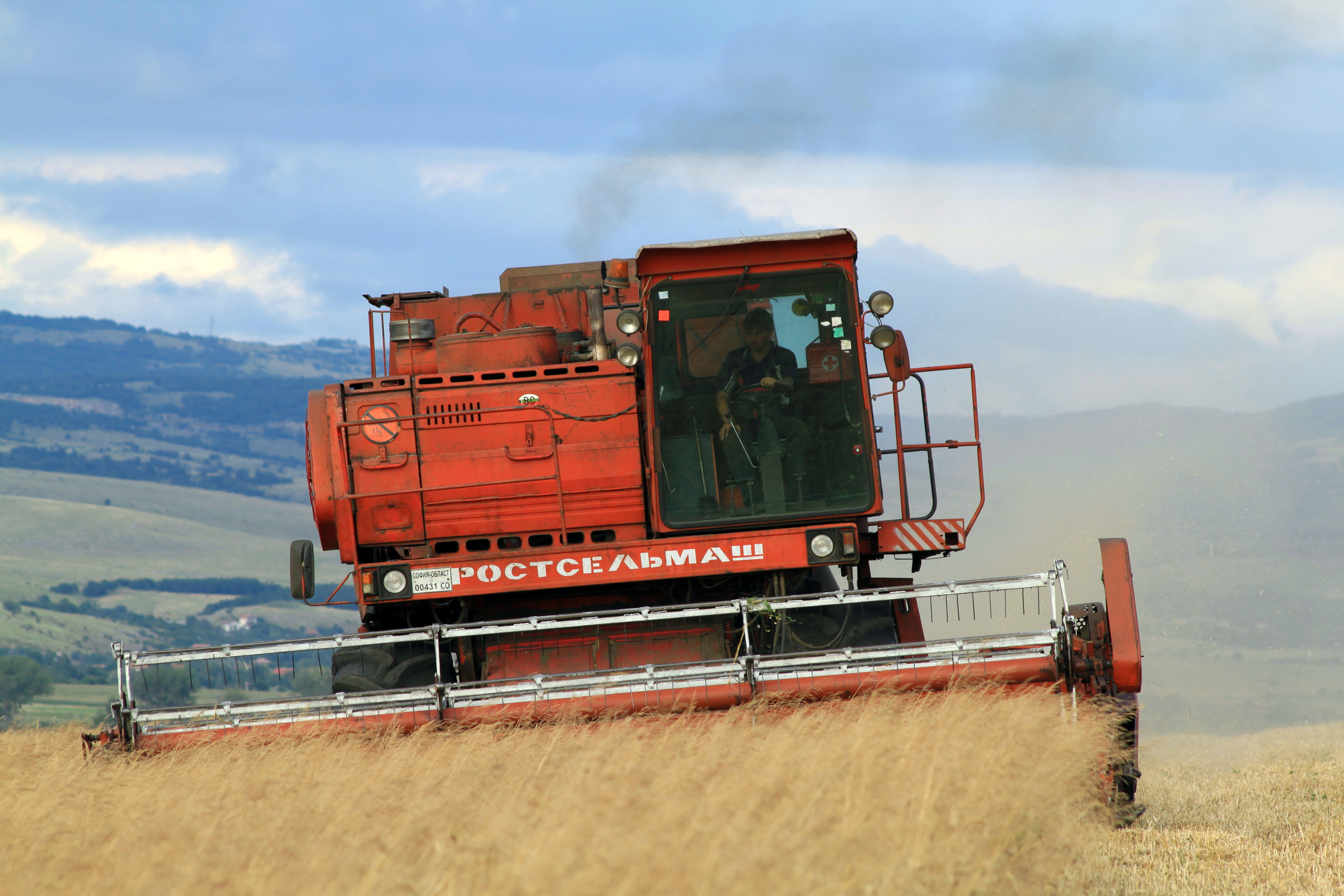
슬리브니차 근처의 콤바인을 결합라고, 불가리아 땅의 약 43%가 경작가능하다.

2004년에 불가리아 국토의 약 3분의 1이 숲으로 덮여 있었고, 그 중 약 40%가 침엽수였다. 1980년과 2000년 사이에 숲이 있는 지역은 4.6% 증가했다. 2002년에 총 4,800톤의 목재가 수확되었는데, 그 중 44%는 연료 목재이고 20%는 펄프 목재였다. 명목상의 주 목재 기준은 매우 엄격하지만, 2004년에 불가리아 목재 수확의 약 45%가 산림 서비스의 부패 때문에 불법으로 벌목되었다. 숲의 약 7.5%는 모든 용도로부터 보호받고 있으며, 65%는 생태학적, 상업적 용도로 지정되어 있다. 2005년에는 전체 산림자원의 약 70%가 경제적으로 생존 가능한 것으로 평가되었다.
불가리아는 1995년에 해양 어업을 중단한 이후, 점점 더 많은 양의 물고기를 수입하고 있다. 2000년대 초에 양식업(특히 철갑상어)이 확장되었고, 흑해와 다뉴브강의 주요 어류 공급원인 일부 환경 개선은 향후 수 년 동안 감소량을 증가시킬 수 있다. 그러나 최근 수십 년간 어획량이 급격히 감소해 2004년에는 국내 시장에 몇 종의 어류만 생산했다. 1999년과 2001년 사이에 불가리아의 야생과 양식 어류 총 수확량은 18,600톤에서 8,100톤으로 감소했지만 2003년에는 16,500톤으로 회복되었다.

### 광업 및 광물
불가리아의 광업은 공산주의 시대 이후 쇠퇴해 왔다. 현대식 장비의 부족과 낮은 자금 지원 때문에 많은 예금들이 개발되지 않은 채로 남아 있다. 광업은 2000년대 초에 GDP의 2% 미만에 기여했고 노동력의 3% 미만에 종사했다. 불가리아는 철광석 2억 7백만 톤, 망간광석 1억 2천 7백만 톤, 구리광석 9억 3천 6백만 톤, 크롬광석 2억 3천 8백만 톤, 금광석 1억 5천만 톤으로 추정되는 금속 광물을 보유하고 있다. 불가리아의 몇몇 광물은 상업적으로 채굴된다. 광산의 80퍼센트는 노천 발굴에 의해 이루어진다. 크레미코프치 등지의 철 추출은 국내 철강 산업을 지원하기에 충분하지 않지만 구리, 납, 아연 매장량은 비철 야금 산업을 완전히 공급한다. 영국의 한 회사는 디카니이트와 고르노셀치에 탐사 금 광산을 가지고 있고, 국내 구리 광산과 금 광산은 첼로페흐에서 운영되고 있다. 약 50개의 비금속 광물이 상당한 양으로 존재한다. 로도페 산맥에는 상당한 양의 우라늄이 존재하지만, 지난 10년 동안 어떠한 우라늄도 추출되지 않았다.
광업 부문의 저조한 실적에도 불구하고, 최근 몇 년간 생산성이 향상되었다. 광업은 여전히 수출 수익의 가장 중요한 원천 중 하나이며 경제 성장에 중요한 공헌자이다. 광산업은 760mln의 가치가 있으며, 관련 산업과 함께 120,000명의 직원을 고용하고 있다. 아연과 석탄 생산에 대한 투자뿐만 아니라 2010년 금, 납, 구리의 세계 가격 상승은 2007-2008년 세계 금융 위기 이후 광업 부문의 경제 성장을 증가시켰다. 2010년 기준으로 불가리아는 세계에서 19번째로 큰 석탄 생산국, 9번째로 큰 비스무트 생산국, 19번째로 큰 구리 생산국, 그리고 26번째로 큰 아연 생산국이다. 유럽에서, 그 나라는 금 생산에서 4위, 석탄 생산에서 6위를 차지하고 있다.
벌코 체르벤코프 통치 기간 동안 건설된 "엘라사이트" 구리 광산과 재처리 시설은 동남유럽에서 가장 큰 광산 중 하나로 자리 잡고 있다. 매년 1,300만 톤의 광석을 채굴하며 구리 42,000톤, 금 1.6톤, 은 5.5톤을 생산한다.

## 노동당

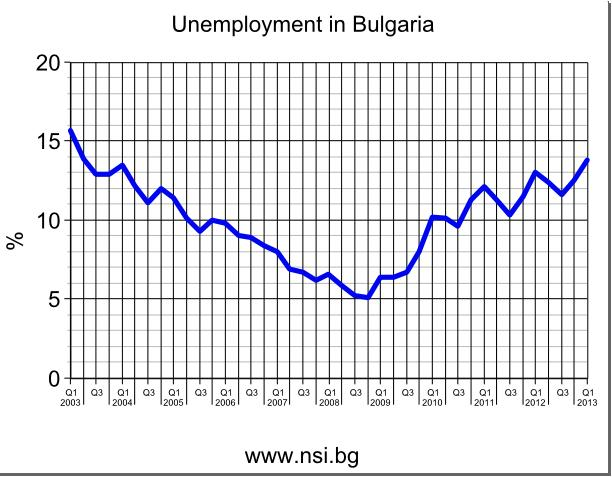
불가리아의 실업률 (2003년 1분기~2013년 1분기)

2005년에는 노동인구가 330만 명으로 추산되었다. 2004년에는 11%가 농업, 33%가 산업, 56%가 서비스 분야에서 일했다. 실업률은 공산주의 시대 이후 내내 두자릿수를 기록하여 2000년에 19%의 최고점에 도달했다. 그 이후 민간기업과 국영기업에서 새로운 일자리가 생기면서 그 비율이 현저히 낮아졌다. 2005년의 공식 수치는 2002년 말의 16.9퍼센트와 비교해 11.5퍼센트였다. 그러나 2003년에 약 50만 명의 불가리아인들이 실업자였지만 일자리를 구하지 않았기 때문에 공식적으로 집계되지는 않았다. 2005년 1월 정부는 최저임금을 매달 90달러로 25% 인상했다. 가장 큰 노동조합은 불가리아의 포드크레파와 독립 노동조합 연맹이다. 그들은 노사정 파트너십을 위한 국가 협의회에서 노동을 대표하며, 그들은 노동, 사회 보장 및 생활 수준의 문제를 논의하기 위해 정부와 기업 대표들과 함께 한다. 노조는 지브코프 정권의 몰락에 중요한 정치적 세력이었다. 2016년 늦가을에 실업률은 7%라고 보고되었다. 2016년에 정부는 최저임금을 매달 215 유로로 인상했다. 2016년 말, 월 평균 급여는 약 480 유로이지만, 그 나라의 지역마다 차이가 있다. 월평균 총 급여는 2017년 3월에 1,036 레프 (530 유로)에 달했다. 불가리아 과학아카데미 경제연구소의 최근 연례보고서에 따르면, 불가리아의 평균 급여는 EU 평균 급여의 1/4에 불과하며, 노동 생산성을 계산하면 두 배 더 높아야 한다.

## 통화 및 인플레이션
불가리아의 통화 단위는 레프이다. 2006년 10월, 미 달러화는 1.57 레프의 가치가 있었다. 1999년에 레프의 가치는 2001년에 유로로 대체된 독일 마르크의 그것과 고정되었다. 불가리아의 EU 가입에 따라 이 부담금은 유로화로 대체될 예정이다.
2003년 불가리아의 인플레이션율은 2.3퍼센트에서 3퍼센트 사이로 추정되었다. 이 비율은 2004년에 6퍼센트였고 2005년에 5퍼센트였다. 2015년과 2016년에는 최소 디플레이션 수준을 기록했다.

## 대외 경제 관계
1990년대에 불가리아는 구소련 지역의 시장에 대한 의존에서 점차 벗어나 유럽 연합(EU)으로의 수출을 증가시켰다. 1999년 불가리아는 중앙유럽 자유 무역 협정(CEFTA)에 가입했는데, 그 회원국들 (크로아티아, 체코, 헝가리, 폴란드, 루마니아, 슬로바키아, 슬로베니아)과 함께 중요한 무역 관계를 수립했다. 그러나 2004년 크로아티아와 루마니아를 제외한 모든 국가의 EU 가입은 CEFTA 무역의 중요성을 감소시켰다. 2004년 불가리아 수입무역의 54%와 수출무역의 58%가 EU 회원국과의 교역이었다. 불가리아는 알바니아, 크로아티아, 에스토니아, 이스라엘, 라트비아, 리투아니아, 북마케도니아, 몰도바, 터키와 자유무역협정을 맺고 있다.
2000년대 초반에는 탄화수소 연료가 중요한 수입품으로 남아있었지만 1990년대 후반부터는 총 수입에서 이러한 상품의 비중이 1996년 29퍼센트에서 2004년 13퍼센트로 크게 감소했다. 이 기간 동안, 기계와 장비, 소비재, 자동차의 양이 증가하면서 수입품의 다양화가 개선되었다. 수입의 상당 부분은 가공해 재수출하는 옷감, 금속광석, 석유 등의 원자재가 차지하고 있다. 2005년에 가장 중요한 수입품은 기계와 장비, 금속과 광석, 화학과 플라스틱, 연료와 광물이었다. 주요 수입원은 독일, 러시아, 이탈리아, 터키, 그리스였다. 2005년에 불가리아의 가장 큰 수출 시장은 이탈리아, 독일, 터키, 그리스, 벨기에였다. 가장 중요한 수출품은 의류, 신발, 철과 철강, 기계와 장비, 그리고 연료였다. 2005년 불가리아의 수출액은 총 117억 달러, 수입액은 총 159억 달러로 42억 달러의 무역 적자를 냈다. 2000년대 초반 불가리아 상품 시장이 급격히 위축된 러시아와의 무역 적자는 특히 심각하다.
2006년 상반기 불가리아는 경상수지 적자가 23억 달러로 2005년 같은 기간 14억 달러에 비해 크게 증가했다. 무역수지 적자는 27억 8천만 달러, 외국인 직접투자는 18억 달러, 금융수지 적자는 22억 9천만 달러였다. 2005년 같은 기간 동안 미화 7억 5500만 달러에 비해 2006년 중반에는 전체 국제 수지가 8억 8300만 달러였다.
불가리아의 막대한 외채는 공산주의 시대 내내 경제적 부담이었다. 2005년 말 불가리아는 2002년과 예년에 비해 가치가 증가했지만 국내총생산(GDP)의 백분율로 감소한 152억 달러의 대외 부채를 보고했다. GDP 대비 대외채무는 2004년과 2005년 사이에 일정하게 유지됐다.

## 같이 보기
- 불가리아 국립은행
- 불가리아 증권거래소